# Marta Bach

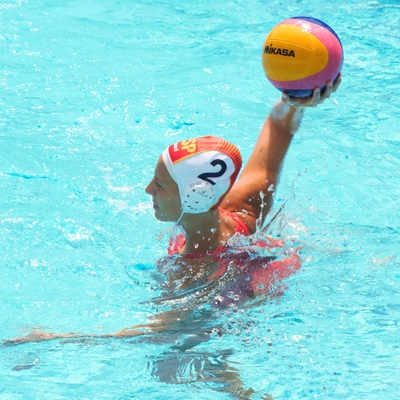
Marta Bach (2013)

Marta Bach Pascual (* 17. Februar 1993 in Mataró) ist eine spanische Wasserballspielerin. Sie gewann 2012 und 2021 eine olympische Silbermedaille. 2013 war sie Weltmeisterin, 2014 und 2020 Europameisterin.

## Sportliche Karriere
Die 1,73 m große Centerverteidigerin gewann 2011 den Titel bei der Juniorenweltmeisterschaft. Mit der spanischen Nationalmannschaft gewann sie bei den Olympischen Spielen 2012 in London ihre Vorrundengruppe vor dem US-Team, wobei der direkte Vergleich 9:9 endete. Mit Siegen über die Britinnen im Viertelfinale und über die Ungarinnen im Halbfinale erreichte die spanische Mannschaft das Finale gegen das US-Team. Diesmal gewannen die Amerikanerinnen mit 8:5.
Im Jahr darauf trafen bei der Weltmeisterschaft 2013 die Spanierinnen und das US-Team bereits im Viertelfinale aufeinander und die Spanierinnen gewannen mit 9:6. Mit einem 13:12-Halbfinalsieg über Ungarn und einem 8:6-Finalsieg gegen Australien gewannen die Spanierinnen den Weltmeistertitel. Marta Bach warf ihr einziges Turniertor in der Vorrunde gegen Usbekistan. Bei den Olympischen Spielen 2016 in Rio de Janeiro erreichten die Spanierinnen nur den fünften Platz.
2017 bei der Weltmeisterschaft in Budapest erreichten die Spanierinnen wieder das Finale, dort unterlagen sie dem US-Team mit 6:13. 2018 siegte Spanien bei den Mittelmeerspielen in Taragona und belegte kurz darauf den dritten Platz bei der Europameisterschaft in Barcelona. Bei der Weltmeisterschaft 2019 in Gwangju trafen im Finale erneut Spanien und das US-Team aufeinander und die Amerikanerinnen gewannen mit 11:6. Im Januar 2020 siegten die Spanierinnen bei der Europameisterschaft in Budapest durch einen Finalsieg über die Russinnen. Bei den 2021 ausgetragenen Olympischen Spielen in Tokio trafen die Mannschaften aus den Vereinigten Staaten und aus Spanien einmal mehr im Finale aufeinander, die Amerikanerinnen siegten mit 14:5.
Marta Bach spielt bei CN Mataró, in der spanischen Meisterschaft meist Zweiter hinter CN Sabadell. Im Europapokal, der LEN-Trophy, siegte CN Mataró 2016. 